# Halichoeres papilionaceus
Halichoeres papilionaceus là một loài cá biển thuộc chi Halichoeres trong họ Cá bàng chài. Loài này được mô tả lần đầu tiên vào năm 1839.

## Từ nguyên
Tính từ định danh papilionaceus trong tiếng Latinh có nghĩa là "giống loài bướm", không rõ hàm ý, có lẽ đề cập đến đốm đen lớn nổi bật trên vây lưng của cá cái như đốm trên cánh bướm.

## Phạm vi phân bố và môi trường sống
H. papilionaceus được phân bố tập trung ở khu vực quần đảo Mã Lai, quần đảo Solomon và Palau. H. papilionaceus sống trên các rạn san hô viền bờ, cũng như trong các thảm tảo và cỏ biển ở độ sâu đến ít nhất là 10 m.

## Mô tả
H. papilionaceus có chiều dài cơ thể lớn nhất được ghi nhận là 12 cm. Cá trưởng thành có màu xanh lục, đầu và hai bên thân có các vệt sọc cam và một vệt đen nổi bật ở sau đuôi. Đầu có các dải sọc hồng và viền đen ở đuôi.
Số gai ở vây lưng: 9; Số tia vây ở vây lưng: 10–12; Số gai ở vây hậu môn: 3; Số tia vây ở vây hậu môn: 12; Số gai ở vây bụng: 1; Số tia vây ở vây bụng: 5.

## Sinh thái học
Thức ăn của H. papilionaceus bao gồm các loài thủy sinh không xương sống. Chúng sống đơn độc hoặc có thể hợp thành một nhóm nhỏ.